# シュテファン・ルツォヴィツキー
シュテファン・ルツォヴィツキー（Stefan Ruzowitzky, 1961年12月25日 - ）はオーストリア・ウィーン出身の映画監督・脚本家。

## 来歴
ウィーン大学で歴史や演出を学ぶ。舞台演出やラジオの脚本、またドキュメンタリーやコマーシャル、またディー・プリンツェンやイン・シンク等のミュージック・ビデオを手がけた後、1996年に映画監督としてデビュー。2007年、ヒトラー政権下での実話を基にした『ヒトラーの贋札』がヒットし、アカデミー外国語映画賞を受賞した。

## 主な作品
- アナトミー Anatomie (2000)
- エニグマ奪還 All the Queen's Men (2001)
- アナトミー2 Anatomie 2 (2003)
- ヒトラーの贋札 Die Fälscher (2007)
- リリーと空飛ぶドラゴン Episode 1：新しい魔法使いの誕生 Hexe Lilli – Der Drache und das magische Buch、Lilly the Witch: The Dragon and the Magic Book(2008)
- デッドフォール 極寒地帯 Deadfall (2012)
- コールド・キラー Die Hölle、Cold Hell (2017)
- インフェクテッドZ Patient Zero (2018)
- 8デイズ 8 Tage (2019)テレビシリーズ
- ヒンターラント Hinterland (2021)